# Dornbusch (Schiff, 1895)
Die Dornbusch war ein deutsches Passagierschiff, das vorrangig als Seebäderschiff zwischen Stralsund und den Inseln Rügen und Hiddensee eingesetzt wurde.

## Geschichte
Im Juni 1895 lief das Schiff als Gartz auf der Werft Johannsen & Co. in Danzig vom Stapel. Im selben Jahr wurde es von der Gartzer Dampfschiffahrts Gesellschaft, in deren Besitz das Dampfschiff bis ungefähr 1913 blieb, für Fahrten auf der Oder in Dienst gestellt. Die aus der Schwedt-Stettiner Dampfer-Gesellschaft hervorgegangene Greifenhagener Dampfschiffsreederei war im Jahr ihrer Gründung 1921 Eigentümer der Gartz.
Nach dem Zweiten Weltkrieg wurde das in Ukraina umbenannte Schiff von der sowjetischen Staatlichen Oderschiffahrt-Aktiengesellschaft, ab 1949 von deren Nachfolger der Deutschen Oderschiffahrt (DOS) als Schlepper betrieben.
Von der DSU erworben und in Dornbusch umbenannt war das Schiff ab 1953 im Fahrgastverkehr im Einsatz. In dieser Zeit erfolgte der Umbau zum Motorschiff. Ab 1. Januar 1957 gehörte die Dornbusch zur Stralsunder Weißen Flotte. Mehrfach modernisiert und umgebaut war die Dornbusch bis zur Außerdienststellung in den frühen 1990er Jahren zwischen Stralsund, Rügen und Hiddensee im Einsatz.
Später lag die Dornbusch einige Jahre im ehemaligen Marinehafen Neuhof (heute: Marina Neuhof) bei Brandshagen südöstlich von Stralsund, geplant war ein Rückbau des Schiffes in den ursprünglichen Zustand, möglicherweise in einer polnischen Werft. Offensichtlich wurde aus diesen Plänen nichts. Das Schiff wurde um 2000 im Peenemünder Nordhafen trockengelegt, und es folgte wahrscheinlich um 2003 die Abwrackung.

## Technik
Das mit 96 BRT vermessene Schiff war 34,10 Meter lang und 5,07 Meter breit. Das Dampfschiff war mit einem zylindrischen Röhrenkessel aus Stahl ausgestattet. Die in der Union Gießerei Königsberg gebaute Verbunddampfmaschine mit 200 PS brachte das Schiff mit einer Schraube auf eine Geschwindigkeit von ungefähr 9,5 Knoten. Über die in den 1950er Jahren eingebauten Dieselmotoren liegen keine Angaben vor.
Die Dornbusch hatte vier Mann Besatzung und war für 320 Passagiere ausgelegt.